# マートルビーチ国際映画祭
マートルビーチ国際映画祭（マートルビーチこくさいえいがさい、Myrtle Beach International Film Festival）は、毎年12月にアメリカのサウスカロライナ州の観光都市マートルビーチで開催される映画祭。

## 概要
2005年に創設されたインディペンデント映画祭で、映画祭ディレクターは、ジェリー・ダルトンが務めている。アメリカの映画情報誌MovieMakerにおいて2009年アメリカのインディペンデント映画祭トップ25に掲載されている。

## 賞
長編、短編、ドキュメンタリー、アニメーション、ミュージックビデオのカテゴリーの他主演男優賞、主演女優賞などがある。
2009年、日米合作インディペンデント映画ホテルチェルシーが最優秀外国映画賞、同作主演の長澤奈央が最優秀主演女優賞を受賞した。
2019年、映画「テロルンとルンルン」が、First Runner Up Foreign Featureを受賞した。